# Europese kampioenschappen zwemmen 1950
De Europese kampioenschappen zwemmen 1950 werden gehouden van 20 tot en met 27 augustus 1950 in Wenen, Oostenrijk.
Eigenlijk zouden de Europese kampioenschappen gehouden worden in Boedapest (Hongarije), maar door politieke spanningen ten gevolge van de Koude Oorlog weigerden de Hongaren om visa te verstrekken aan de West-Europese deelnemers. Als gevolg daarvan werd het EK verplaatst naar Wenen. Hongarije trok zich daarop verontwaardigd terug, net als alle Oost-Europese landen (met uitzondering van Joegoslavië). Het Verenigd Koninkrijk en Spanje deden eveneens niet mee, omdat het zwembad in Wenen zich bevond in een door de Sovjets bewaakte zone. Voor het eerst sinds 1945 mocht Duitsland wel weer meedoen.

## Zwemmen

### Mannen

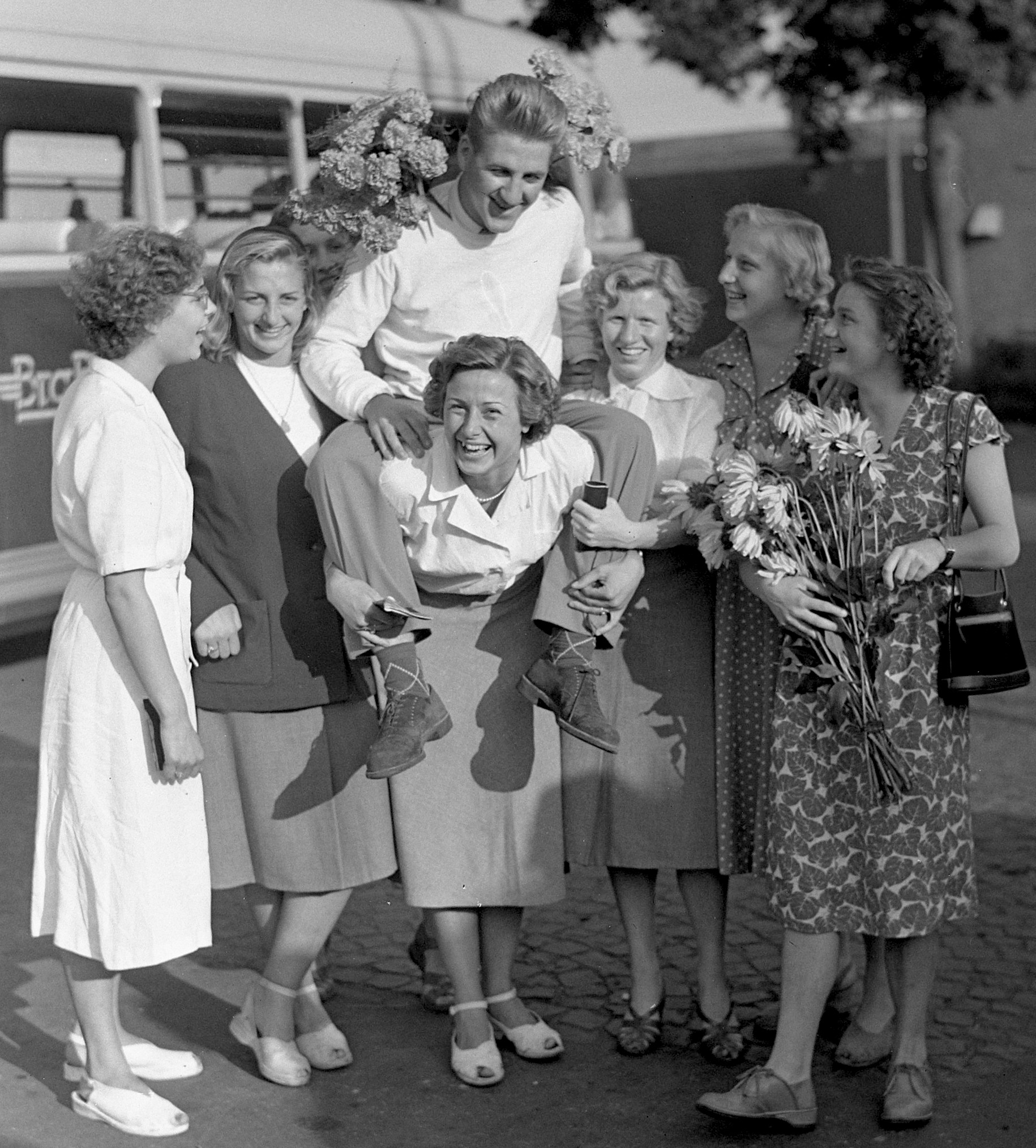
De Nederlandse zwemmers vlak na hun terugkeer uit Wenen

| Afstand:           | Goud:                                                                 | Tijd    | Zilver:                                                            | Tijd    | Brons:                                                                   | Tijd    |
| 100 m vrije slag   | Alexandre Jany Frankrijk                                              | 57,7    | Göran Larsson Zweden                                               | 59,4    | Joris Tjebbes Nederland                                                  | 1.00,3  |
| 400 m vrije slag   | Alexandre Jany Frankrijk                                              | 4.48,0  | Jean Boiteux Frankrijk                                             | 4.50,1  | Heinz-Günther Lehmann Bondsrepubliek Duitsland                           | 4.51,2  |
| 1500 m vrije slag  | Heinz-Günther Lehmann Bondsrepubliek Duitsland                        | 19.48,2 | Jean Boiteux Frankrijk                                             | 19.48,4 | Joseph Bernardo Frankrijk                                                | 20.06,7 |
| 100 m rugslag      | Göran Larsson Zweden                                                  | 1.09,4  | Kees Kievit Nederland                                              | 1.09,7  | Boris Škanata Joegoslavië                                                | 1.10,8  |
| 200 m schoolslag   | Herbert Klein Bondsrepubliek Duitsland                                | 2.38,6  | Maurice Lusien Frankrijk                                           | 2.40,9  | Bengt Rask Zweden                                                        | 2.43,8  |
| 4x200 m vrije slag | Zweden Tore Sjunnerholm Per-Olof Östrand Olle Johansson Göran Larsson | 9.06,5  | Frankrijk Willy Blioch Joseph Bernardo Jean Boiteux Alexandre Jany | 9.10,0  | Joegoslavië Branko Vidović Andrej Quinz Mislav Stipetić Marijan Stipetić | 9.12,7  |

### Vrouwen
| Afstand:           | Goud:                                                                        | Tijd   | Zilver:                                                              | Tijd   | Brons:                                                                     | Tijd   |
| 100 m vrije slag   | Irma Schuhmacher Nederland                                                   | 1.06,4 | Marie-Louise Vaessen Nederland                                       | 1.07,1 | Greta Andersen Denemarken                                                  | 1.07,9 |
| 400 m vrije slag   | Greta Andersen Denemarken                                                    | 5.30,9 | Irma Schuhmacher Nederland                                           | 5.31,2 | Colette Thomas Frankrijk                                                   | 5.37,4 |
| 100 m rugslag      | Ria van der Horst Nederland                                                  | 1.17,1 | Gertrud Herrbruck Bondsrepubliek Duitsland                           | 1.17,8 | Greetje Galliard Nederland                                                 | 1.17,9 |
| 200 m schoolslag   | Raymonda Vergauwen België                                                    | 3.00,1 | Lies Bonnier Nederland                                               | 3.01,8 | Jannie de Groot Nederland                                                  | 3.02,2 |
| 4x100 m vrije slag | Nederland Ans Massaar Hannie Termeulen Marie-Louise Vaessen Irma Schuhmacher | 4.33,9 | Denemarken Greta Olsen Ulla Madsen Mette Ove-Petersen Greta Andersen | 4.43,1 | Zweden Marianne Lundqvist Gisela Tidholm Ingegärd Fredin Elisabeth Ahlgren | 4.44,7 |

## Schoonspringen

### Mannen
| Onderdeel: | Goud:                                  | Score  | Zilver:                               | Score  | Brons:                                | Score  |
| 3 m plank  | Hans Aderhold Bondsrepubliek Duitsland | 183,68 | Guy Hernande Frankrijk                | 174,66 | Werner Sobek Bondsrepubliek Duitsland | 167,88 |
| 10 m toren | Günther Haase Bondsrepubliek Duitsland | 158,13 | Werner Sobek Bondsrepubliek Duitsland | 141,54 | Thomas Christiansen Denemarken        | 140,94 |

### Vrouwen
| Onderdeel: | Goud:                       | Score  | Zilver:                     | Score  | Brons:                          | Score  |
| 3 m plank  | Madeleine Moreau Frankrijk  | 155,58 | Nicole Péllissard Frankrijk | 140,64 | Birte Christoffersen Denemarken | 129,63 |
| 10 m toren | Nicole Péllissard Frankrijk | 85,67  | Alma Staudinger Oostenrijk  | 82,38  | Birte Christoffersen Denemarken | 82,31  |

## Waterpolo
| Onderdeel: | Goud:     | Zilver: | Brons:      |
| Mannen     | Nederland | Zweden  | Joegoslavië |

## Medaillespiegel
| Plaats | Land                     | Goud | Zilver | Brons | Totaal |
| 1      | Frankrijk                | 4    | 6      | 2     | 12     |
| 2      | Nederland                | 4    | 4      | 3     | 11     |
| 3      | Bondsrepubliek Duitsland | 4    | 2      | 2     | 8      |
| 4      | Zweden                   | 2    | 2      | 2     | 6      |
| 5      | Denemarken               | 1    | 1      | 4     | 6      |
| 6      | België                   | 1    | 0      | 0     | 1      |
| 7      | Oostenrijk               | 0    | 1      | 0     | 1      |
| 8      | Joegoslavië              | 0    | 0      | 3     | 3      |
| Totaal | Totaal                   | 16   | 16     | 16    | 48     |